# Orthogeomys underwoodi
Espèce
Statut de conservation UICN

 LC  : Préoccupation mineure
Orthogeomys underwoodi est une espèce de rongeurs de la famille des géomyidés, qui comprend des petits mammifères appelés gaufres ou rats à poche, c'est-à-dire à larges abajoues. Cette espèce est présente au Costa Rica et au Panama.
L'espèce a été décrite pour la première fois en 1931 par Wilfred Hudson Osgood (1875-1947), un zoologiste américain.